# Daïra de Djelfa
La daïra de Djelfa est une circonscription administrative algérienne située dans la wilaya de Djelfa. Son chef-lieu est situé sur la commune éponyme de Djelfa.
La daïra regroupeune seule commune:
- Djelfa